# Klaus Neumann
Pour les articles homonymes, voir Neumann.
Klaus Neumann, né le 4 janvier 1942 à Bystrzyca Kłodzka, est un athlète allemand, spécialiste du triple saut. 

## Biographie
Concourant sous les couleurs de la République démocratique allemande, il remporte la médaille de bronze du triple saut lors des championnats d'Europe de 1969, à Athènes, devancé par le Soviétique Viktor Saneïev et le Hongrois Zoltán Cziffra.

### Palmarès
| Date | Compétition           | Lieu    | Résultat | Épreuve     | Performance |
| ---- | --------------------- | ------- | -------- | ----------- | ----------- |
| 1969 | Championnats d'Europe | Athènes | 3e       | Triple saut | 16,68 m     |

### Records
| Épreuve     | Performance | Lieu | Date |
| ----------- | ----------- | ---- | ---- |
| Triple saut | 16,82 m     |      | 1968 |